# 三森千愛
三森 千愛（みつもり ちあき、1983年＜昭和58年＞2月12日 - ）は、日本のミュージカル俳優、フォトグラファー。
茨城県水戸市出身。ミュージカルをメインフィールドとし活動する。2018年、日本初演『メリー・ポピンズ』ウィニフレッド・バンクス役に抜擢された。
主な出演作に『ミス・サイゴン』エレン役、『レ・ミゼラブル』ファクトリーガール役、『Violet』主演ヴァイオレット役、ABC座2024『大金星』チェリー役などがある。
また、ネパールで日本大使館後援『ネパール・日本フレンドシップチャリティコンサート』、子供向けYouTubeチャンネル『ぽよよんちゃんねる』（ちー）などの活動も積極的に行なっている。
近年は俳優だけでなく、フォトグラファーとしても活動を開始した。表現に幅を設けず常に新しいことに挑み続けている。
また恋愛リアリティー番組Netflix『あいの里』シーズン2に「ちぃ」として出演する。
愛称は「ちぃ」「ちー」「ちぃかめ」。

## 来歴
（この節の出典）
茨城県立水戸第一高等学校、日本大学芸術学部演劇学科を卒業した。
1994年、 賞品のCDラジカセが欲しくて雑誌「小学六年生」の読者モデルに応募し、専属モデルを務める。
2007年に劇団四季に入団し、2008年「ライオンキング」に出演した。
2013年、15,000人の応募の中から『レ・ミゼラブル』（帝国劇場他）への出演を果たす。
以降数々のミュージカルに出演し続けながら資格取得を積極的に行い、ミュージカルの枠を超えてフォトグラファー・カウンセラーなど活動の場を広げている。

## 出演

### ミュージカル
- 日本芸能マネージメント事業者協会 第1回プロデュース公演「かくれんぼ」（2006年11月5-10日、シアターV アカサカ）- 主演 北原里美 役
- 劇団四季「ライオンキング」（2008年、四季劇場 春・福岡シティ劇場）
- ミュージカル座「ひめゆり」（2010年7月8日-13日、シアター1010）- ひめゆり学徒みよ役
- 新演出版ミュージカル「レ・ミゼラブル」（2013年） - ファクトリーガール役
- 新演出版ミュージカル「ミス・サイゴン」（2014年）- エレン役
- オフブロードウェイミュージカル「bare」（2014年）- ナディア役
- 新演出版ミュージカル「レ・ミゼラブル」（2015年） - ファクトリーガール役
- ACM劇場プロデュース公演 ぴ~すプロジェクト『未来へ―つなぐ記憶』（2015年）
- 劇団スーパーエキセントリックシアター「恋の骨折り損」（2016年）- 王女役
- bpm「アヴェ・マリターレ!」（2016年）- 明日乃未来役
- ブロードウェイミュージカル「VIOLET」（2016年）- 主演ヴァイオレット役
- 新演出版ミュージカル「ミス・サイゴン」（2016年）- エレン役[5][6]
- 新演出版ミュージカル「レ・ミゼラブル」（2017年）- 宿屋の女房役
- 劇団往来 音楽劇「チンチン電車と女学生」（2017年）- 富田先生役
- ミュージカル「メリー・ポピンズ」（2018年）- ウィニフレッド・バンクス役[7][8]
- NEW BRITISH MUSICAL「In Touch」（2018年）- ジェーン役
- リーディングワークショップ公演 ブロードウェイミュージカル「High Fidelity」（2018年）- マリー・ラサール役
- ミュージカル「プリシラ」（2019年）- マリオン役[9]
- ミュージカル「アイランド～かつてこの島で～」（2019年）- 愛の女神エルズリー役
- 劇団TipTap リーディングワークショップ公演 音楽劇「A CIVIL WAR CHRISTMAS」（2019年）- メアリー・トッド・リンカーン役等
- ミュージカル「ISLAND SONG」（2020年）- ジョーダン役[10]
- ミュージカル座「ひめゆり」（2021年）- 上原婦長役
- ミュージカル座「映画の都」（2022年）- キャロル役
- ブロードウェイミュージカル「High Fidelity」（2023年）- マリー・ラサール役
- ABC座2024「大金星(BIG VENUS)〜時代(とき)を超えて〜」- チェリー役[11]

### コンサート
- RUN&GUN宮下雄也プロデュースイベント「上山竜司を観察する会」ゲスト出演 （2012年）
- コラボレーションライブ「melanger」企画・出演（2014年）
- 日本大使館後援「ネパール・日本フレンドシップチャリティコンサート」出演（2014年）
- ファーストソロライブ「みっつの森の音楽会」（2014年）
- 「Reunion~同窓会~LIVE」出演 　（2015年）
- ネパール復興支援チャリティライブ「Love for Nepal」企画・出演　（2015年）
- 2nd Solo LIVE「みっつの森の音楽会」〜かーる親子の音楽会〜　（2016年）
- 第4回千年希望の丘植樹祭 ライブゲスト出演（2016年）
- Scoreproduce「Off-BroadwayMUSICALLIVE4」（2017年）
- 3rd Solo LIVE「みっつの森の音楽会」〜がんばるガール〜　（2017年）
- 10th Anniversary LIVE「みっつの森の音楽会」〜おだやかな森〜　（2018年）
- 10th Anniversary LIVE「みっつの森の音楽会」〜にぎやかな森〜　（2018年）
- コンサート「Under a Spell：A Magical Concert vol.2」（2022年）
- 「Like Attracts Like -This is how we live-」（2023年）
- コンサート「Backroom Boys V　～ミュージカルと合唱～」（2023年）

### その他
- 小学館「小学六年生」専属モデル（1994年）
- CM C1000 タケダ（2002年）
- デジタルハリウッド大学院制作ショートムービー「手に触れるもの」主演 百田やす子役（2004 年）
- フジテレビ インフォマーシャル「すらっと」（2009 年）
- フジテレビ「学べるミュージカる」（2019年）
- 個人YOUTUBEチャンネル「たらこちゃんねる」、子供向けチャンネル「ぽよよんちゃんねる」開設（2020年）
- オンラインリモート落語ミュージカル「劇的茶屋」を旗揚げ公演とする「ほとり企画」立ち上げ 制作・プロデューサーとして参加（2020年）[12]
- 恋愛リアリティー番組Netflix『あいの里』シーズン２（2024年）- ちぃ